# Berger Brúnó
Berger Brúnó (Homonna, 1785 – 1863 után) magyar származású izraelita tudós, filantróp.

## Élete
Fiatalon Bécsbe költözött, de akkor is hálásan emlékezett hazájára; a pesti nagy árvíz alkalmával lelkesen gyűjtött a károsultak részére s 5000 forintnál többet küldött a városi kapitánysághoz a károsultak részére. A kolera idején orvos fiát, Zsigmondot, küldötte le a betegek ápolására s ez itt maga is a kolera áldozata lett. 1863-ban ínségben élt, és a bécsi írók ajánlván őt figyelmünkbe, a Hon gyűjtött számára.

## Munkái
- Or Nogah (vizsgálatok a héber, khaldi, arami nyelvekben.)
- Libanon, archaeologiai mű 6 kötetben.